# Asheville Altitude
Le Altiude d'Asheville (Asheville Altiude en anglais), est une équipe de la NBA Gatorade League, ligue américaine mineure de basket-ball créée et dirigée par la NBA. L'équipe est domiciliée à Asheville.

## Historique

### Les débuts à Asheville
L’Altitude fait partie des huit franchises qui participent à la première saison de la NBDL. Malheureusement, le format adopté ne fait pas rêver (logos identiques pour toutes les équipes, etc.), et les premières saisons sont compliquées.
Sportivement tout d’abord, lors des deux premières années Asheville ne brille pas au classement. L'entraîneur Joey Meyer ne parvient pas à faire décoller le bilan comptable.
Dans les tribunes, le public ne suit pas. De 1 037 spectateurs en 2001, la moyenne baisse peu à peu jusqu’à atteindre 499 fans par match en 2004-2005. L’équipe perd en moyenne 100 000 $ par exercice…  

## Affiliations
None

## Palmarès
| NBA Gatorade League                               |
| - NBA Gatorade League : - Vainqueur : 2004, 2005. |

### Saison par saison
| Altitude d'Asheville      |                           |                           |     |     |      |           |
| 2001-2002                 |                           | 6e                        | 26  | 30  | .464 |           |
| 2002-2003                 |                           | 7e                        | 22  | 28  | .440 |           |
| 2003-2004                 |                           | 1er                       | 28  | 18  | .609 | Vainqueur |
| 2004-2005                 |                           | 2e                        | 27  | 21  | .563 | Vainqueur |
| Bilan en saison régulière | Bilan en saison régulière | Bilan en saison régulière | 467 | 431 | .520 | 2001-2005 |
| Bilan en playoffs         | Bilan en playoffs         | Bilan en playoffs         | 14  | 13  | .519 | 2001-2005 |

## Personnalités et joueurs du club

### Entraîneurs successifs
Le tableau suivant présente la liste des entraîneurs du club depuis 2005.
| #                    | Entraîneur      | Période   | Saison régulière | Saison régulière | Saison régulière | Saison régulière | Playoffs | Playoffs | Playoffs | Playoffs | Récompenses |
| #                    | Entraîneur      | Période   | M                | V                | D                | %                | M        | V        | D        | %        | Récompenses |
| -------------------- | --------------- | --------- | ---------------- | ---------------- | ---------------- | ---------------- | -------- | -------- | -------- | -------- | ----------- |
| Altitude d'Asheville |                 |           |                  |                  |                  |                  |          |          |          |          |             |
| 1                    | Joey Meyer (en) | 2001–2005 | 200              | 103              | 97               | .515             | 4        | 4        | 0        | 1.00     |             |